# Over Oudland
Over Oudland is een buurt van IJsselstein, in de Nederlandse provincie Utrecht. De wijk heeft 15 inwoners (2023).. 
De buurt grenst met de klok mee aan Panoven, Rijpickerwaard, Landelijk gebied Zuid en Industrieterrein Lage Dijk. De straten in de buurt zijn vernoemd naar beroemde (meest Nederlandse) natuurkundigen.

## Geschiedenis
De buurt is gelegen in de Over Oudlandsche polder en kende lang een agrarische functie met de daarbij horende bebouwing. Vanaf de jaren 90 van de 20e eeuw is het gebied bebouwd met bebouwing met een voornamelijk bedrijfsmatige/industriële bestemming. De buurt kan daardoor worden gezien als een uitbreiding van de naastgelegen buurt Industrieterrein Lage Dijk. Vanaf ca 2006 heeft een groot vleesverwerkingsbedrijf zich gevestigd in het zuiden van de buurt.

## Voorzieningen
In het noorden van de buurt bevindt zich een fastfoodrestaurant. Verder bevindt zich in de buurt het afvalscheidingsstation van de gemeente IJsselstein. 
Stad: IJsselstein      Buurtschappen: Achtersloot · Klaphek · Knollemanshoek (deels)

Woonwijken: Centrum · Noord · West · Zuid

Woonbuurten: Binnenstad · Nieuwpoort · Groenvliet · Kasteelkwartier · Europakwartier · Oranjekwartier · IJsselveld-Oost · IJsselveld-West · IJsseloevers · Hazenveld en Overwaard · Panoven · De Hoven en De Boomgaard · De Tuinen · Het Hart · De Wereldsteden · De Rivieren · Het Staatse · Benschopperpoort en Het Podium · Achterveld-Zuid · Achterveld-West · Achterveld-Noord · Achterveld-Oost · Eiterse Waard · Landelijk gebied Noord · Landelijk gebied Zuid

Overige buurten: Rijpickerwaard · Paardenveld · Over Oudland · Industrieterrein Lage Dijk · Bedrijventerrein De Corridor
Utrecht · Plaatsen in de provincie      Nederland · Provincies · Gemeenten